# Судосевское сельское поселение
Судосевское се́льское поселе́ние — муниципальное образование в Большеберезниковском районе Мордовии Российской Федерации.
Административный центр — село Судосево.

## История
Статус и границы сельского поселения установлены Законом Республики Мордовия от 1 декабря 2004 года № 95-З «Об установлении границ муниципальных образований Большеберезниковского муниципального района, Большеберезниковского муниципального района и наделении их статусом сельского поселения и муниципального района».

## Население
| 2002 | 2010 | 2012 | 2013 | 2014 | 2015 | 2016 |
| ---- | ---- | ---- | ---- | ---- | ---- | ---- |
| 697  | ↘573 | ↘567 | ↘558 | ↘557 | ↘552 | ↗553 |
| 2017 | 2018 | 2019 | 2020 | 2021 |      |      |
| ↗565 | ↘548 | ↘538 | ↘531 | ↘461 |      |      |

## Состав сельского поселения
| № | Населённый пункт | Тип населённого пункта       | Население |
| - | ---------------- | ---------------------------- | --------- |
| 1 | Гарт             | село                         | ↘161      |
| 2 | Судосево         | село, административный центр | ↘412      |